# Maryam Mojtahedzadeh
Pour les articles homonymes, voir Mojtahedzadeh.
Maryam Mojtahedzadeh (en persan : مریم مجتهدزاده), née vers 1957 à Sari (Iran), est une  femme politique iranienne. Elle est présidente du Centre des femmes et des Affaires familiales entre 2009 et 2013 puis vice-présidente de l'Iran chargée des Femmes et des Affaires familiales en 2013, sous la présidence de Mahmoud Ahmadinejad. Elle est ensuite chef de l'Organisation pour la préservation des valeurs et des publications sur la participation des femmes à la défense sacrée, au sein de l'état-major général des forces armées de la République islamique d'Iran.

## Biographie
Elle est infirmière des corps des Gardiens de la révolution islamique entre 1979 et 1981, notamment pendant la guerre Iran-Irak,.